# ديفيد دي دوناتيلو
جائزة ديفيد دي دوناتيلو التي سميت باسم ديفيد دوناتيلو، جائزة سينمائية تقدم كل عام للأداء السينمائي والإنتاج من قبل أكادميا ديل سينيما إيتاليانو، تأسست في عام 1955 ومنحت لأول مرة في روما في 5 يوليو 1956، جائزة عبارة عن تمثال في صورة نسخة طبق الأصل من تمثال داود الذهبي لنحت دوناتيلو الشهير، على قاعدة من المرمر مع لوحة ذهبية تسجل عليها فئة الجائزة والسنة واسم الفائز بها، هناك 24 فئات اعتبارا من 2006. وتشتهر إيطاليا أيضا لمهرجان البندقية السينمائي السنوي.

## فئات الجائزة
- جائزة ديفيد دي دوناتيلو لأفضل فيلم
- جائزة ديفيد دي دوناتيلو لأفضل مخرج
- جائزة ديفيد دي دوناتيلو لأفضل مخرج جديد
- جائزة ديفيد دي دوناتيلو لأفضل سيناريو
- جائزة ديفيد دي دوناتيلو لأفضل منتج
- جائزة ديفيد دي دوناتيلو لأفضل ممثلة
- جائزة ديفيد دي دوناتيلو لأفضل ممثل
- جائزة ديفيد دي دوناتيلو لأفضل ممثلة مساعدة
- جائزة ديفيد دي دوناتيلو لأفضل ممثل مساعد
- جائزة ديفيد دي دوناتيلو لأفضل سينمائي
- جائزة ديفيد دي دوناتيلو لأفضل نتيجة
- جائزة ديفيد دي دوناتيلو لأفضل أغنية أصلية
- ديفيد دي دوناتيلو لأفضل مصمم طقم
- جائزة ديفيد دي دوناتيلو لأفضل الأزياء
- جائزة ديفيد دي دوناتيلو لأفضل مكياج
- جائزة ديفيد دي دوناتيلو لأفضل تصميم للشعر
- جائزة ديفيد دي دوناتيلو لأفضل تحرير
- جائزة ديفيد دي دوناتيلو لأفضل صوت
- جائزة ديفيد دي دوناتيلو لأفضل المؤثرات البصرية
- جائزة ديفيد دي دوناتيلو لأفضل فيلم وثائقي
- جائزة ديفيد دي دوناتيلو لأفضل فيلم أجنبي
- جائزة ديفيد دي دوناتيلو لأفضل فيلم قصير
- جائزة ديفيد جيوفاني

## الروابط الخارجية
- ديفيد دي دوناتيلو على موقع IMDb (الإنجليزية)

- الموقع الرسمي
- الموقع الرسمي
- David di Donatello 1956–2016: 60 Years of Awards. Journal of Italian Cinema & Media Studies (2016), 4 (2), Intellect, ISSN 2047-7368
- David di Donatello Awards at Film Movement
- David di Donatello Awards at قاعدة بيانات الأفلام على الإنترنت